# اندژی گرونوویچ
اندژی گرونوویچ (انگلیسی: Andrzej Gronowicz؛ زادهٔ ۷ مارس ۱۹۵۱) قایقران کانو اهل لهستان است.